# 이륜문화개선운동본부
이륜문화개선운동본부는 대한민국의 모터사이클 권익 단체이며, 정식 명칭은 전국이륜문화개선운동본부이다. 약칭 이문협, 전이문이라고도 부른다. 이륜차 사용자에 대한 계몽, 이륜차 관련 제도 중에서 문제가 있는 제도에 대하여 이의를 제기하는 단체이며, 개설자는 동호회가 아닌 순수 이륜차 사용자에 의한 운동단체로 보는 입장이다. 웹사이트의 주소명은 대한민국 자동차 전용도로의 통행제한과 관련된 법규 내용 중에서 긴급자동차 이외의 이륜자동차까지 금지하는 법률조항의 조명(條名)에서 유래되었다.

## 연혁
- 2002년 : "바쿠 바이크"라는 이름의 모터사이클 카페로 시작
- 2006년
  - 도메인 주소를 www.code58.net에서 www.code63.com으로 변경[2]
  - 6월 6일 : 강원도 인제군 북면 용대리에서 이륜차 준법운행 및 바르게 타기 결의대회 주최, 미시령터널을 지나 망상해수욕장까지 주행
  - 광주광역시 도시공사 어린이교통공원에서 이륜차 바르게 타기 및 도로교통법 제58조 위헌촉구대회 주최
- 2007년
  - 3월 1일 : 여의도공원에서 고속도로등에서의 이륜자동차 통행금지 철폐와 준법운행 결의 집회
  - 4월 9일 : 개설자를 포함한 운영진 5명이 자동차 전용도로 통행 제한 법령에 대한 항의 차원에서 이륜차를 이용하여 고속도로에 진입 후 고속도로 순찰대에 의해 적발(청북 나들목을 통해 평택제천고속도로에 진입한 후 안성 분기점을 통해 경부고속도로 부산방면으로 주행 도중 천안 나들목 ~ 천안 분기점 구간에서 고속도로 순찰대에 의해 적발)
- 2008년 : 헌법재판소 앞에서 고속도로등 통행금지 위헌 촉구 집회
- 2011년 : 운영진 "대한민국 법은 개법인가" 출간

## 서적
- 《대한민국 법은 개법인가》(박동성 저, 계간문예, 2011년), (ISBN 9788965540212)

## 같이 보기
- 모터사이클의 고속도로 통행 기준
- 동아시아 지역 고속도로의 모터사이클 통행 제한
- 대한민국 고속도로의 모터사이클 통행 논란